# Barbus usambarae
Barbus usambarae is een  straalvinnige vissensoort uit de familie van eigenlijke karpers (Cyprinidae). De wetenschappelijke naam van de soort is voor het eerst geldig gepubliceerd in 1907 door Einar Lönnberg.
De soort komt voor in Oost-Afrika; ze werd in Tanga (tegenwoordig in Tanzania) ontdekt door een Zweedse expeditie naar Duits-Oost-Afrika in 1905.
De soort staat op de Rode Lijst van de IUCN als niet bedreigd, beoordelingsjaar 2006.